# Jiří Beran
Jiří Beran (Praga, 18 de janeiro de 1982) é um esgrimista tcheco.

## Carreira
Ele é campeão múltiplo da República Tcheca. Em junho de 2007, ele venceu a corrida da Copa do Mundo em Buenos Aires, onde também conseguiu vencer o atual campeão mundial Wang Lei, da China. Em 2016, passou pela zona de qualificação para os Jogos Olímpicos de Verão do Rio de Janeiro, Brasil, onde conquistou o 33º lugar. Em 2017, contribuiu para a vitória da seleção tcheca de veludo cotelê na Copa do Mundo de Vancouver, no Canadá.
Nos Jogos Olímpicos de Verão de 2024, em Paris, conquistou a medalha de bronze na disputa de espada por equipes ao lado de Jakub Jurka, Martin Rubeš e Michal Čupr.